# Nancy Sinatra (animatrice)
Pour les articles homonymes, voir Sinatra.
Ne pas confondre avec la chanteuse et actrice américaine Nancy Sinatra.
Nancy Sinatra, née le 24 décembre 1982 à Liège, est une animatrice audiovisuelle belge, également comédienne et chanteuse.

## Son nom
Nancy Sinatra porte le même nom que la chanteuse Nancy Sinatra, fille du célèbre crooner Frank Sinatra ; il s'agit de son véritable patronyme. Elle ne sait pas elle-même si elle a un lien avec lui mais ses grands-parents paternels viennent de Lercara Friddi, la même commune de Sicile que la famille du crooner.

## Débuts
Tout a commencé par sa participation à la finale du concours de chant télévisé Pour La Gloire organisé par la chaîne RTBF en 1999,.
Après celle-ci, la jeune femme se dit qu'elle veut exercer un métier artistique. Elle termine ses études en sciences sociales et prend ensuite des cours de théâtre pour surmonter son manque de confiance en elle. Elle passe son premier casting télévisé en 2002, par défi.

## Animation audiovisuelle

### Carrière à RTL Belgium
Le groupe RTL Belgium la repère à l'âge de 19 ans. En 2002, Nancy Sinatra commence par animer sur Club RTL l'émission Fan Club. Elle participe ensuite à la présentation de plusieurs programmes télévisés sur RTL-TVI et Club RTL : Le grand jeu de l'été, Club Disney, La fête de la musique, Mickey Star, Les 20 ans des Simpson, Tom & Nancy, Dis, Ça alors ! et l'Ultratop. Elle partage régulièrement l'animation des émissions télévisées à destination des enfants sur Club RTL avec Thomas Ancora.
En 2004, elle commence par proposer des chroniques dans l'émission On en parlera demain sur Bel RTL. Elle devient ensuite coanimatrice de l'émission Dingo Disney sur Bel RTL, aux côtés de Christian De Paepe, Michael Pachen ou encore Thomas Ancora. Elle coanime aussi Les dépanneuses. Ses activités radiophoniques s'interrompent lorsqu'elle part travailler dans les médias français.
Elle participe en janvier 2005 à Solidarité Asie, une émission caritative organisée conjointement par les deux chaines francophones principales en Belgique : RTBF et RTL-TVI. En décembre 2007, elle présente en compagnie de Thomas Ancora le spectacle du Studio 100 au Spiroudome de Charleroi. Parallèlement et à partir du 9 septembre 2009, elle devient speakerine sur RTL-TVI,. Elle quitte le groupe télévisuel belge en 2010.

### Engagements télévisuels multiples
Le 25 janvier 2010, la présentatrice belge fait ses premiers pas à la télévision française sur France 2, dans la première saison de l'émission Comment ça va bien ! de Stéphane Bern.
Entre décembre 2010 et fin 2012, elle collabore avec le Groupe M6, sur la chaîne W9 pour une émission spéciale Les Simpson le 27 décembre 2010, puis où elle anime E-Classement, @ vos clips et Hit talent. Nancy Sinatra anime également Le Meilleur du Top 50 ! spécial années 1980 et 1990, en prime time, lors des fêtes de fin d'année 2011 et le 31 décembre 2012, aux côtés de Jérôme Anthony.
Entre avril 2012 et décembre 2013, elle est une des animatrices du tirage du Loto sur France 2,.
Elle effectue son retour en Belgique comme chroniqueuse dans les trois prime times Ça n'arrive pas qu'aux autres, dont le premier est diffusé le 24 octobre 2014 sur la RTBF. Tout comme Sophie de Baets, elle y présente ses caméras cachées tournées pendant l'été,. Pour la deuxième saison de cinq émissions de Ça n'arrive pas qu'aux autres du 9 octobre au 6 novembre 2015, elle est chroniqueuse experte du web,. TV5 Monde propose ce programme à partir de décembre 2015. La même année, elle enregistre une émission spéciale sur le thème de Toy Story et Pixar diffusée le 10 novembre sur Club RTL lors du passage de Toy Story 3 à l'occasion du vingtième anniversaire de Club RTL et de Toy Story,.
Entre 2015 et 2018, Nancy Sinatra est présentatrice sur la chaîne spécialisée dans le télé-achat et le commerce en ligne QVC France.
Elle présente du 2 septembre 2018 au 6 juillet 2019 Absolument stars sur M6 aux côtés de Claire Nevers. Elle a également animé, en direct, l'application mobile Wizzup, un quiz d'M6 avec des gains en cas de victoire. Ce questionnaire était animé en alternance avec David Lantin, Jérôme Anthony et Cindy Féroc.

## Comédie, musique et plateformes
La jeune femme joue dans le film Nuit noire d'Olivier Smolders sorti en 2006 en Belgique. Outre sa participation à la finale du concours de chant télévisé Pour la Gloire, elle a fait partie du groupe musical Quanta, aux côtés de Sandrine Corman, Agathe Lecaron et Bérénice sur RTL-TVI,. Leur titre intitulé Ouvre ton cœur de Philippe Swan sort le 2 juin 2006. Il se classe à la 11e position des classements francophones cet été. En avril 2006, elle prête sa voix à la maman oiseau et au diatryma dans L'Âge de glace 2 ainsi qu'à Claire Wilson en 2007 dans le film Alvin et les Chipmunks,,. Du 28 décembre 2006 au 1er janvier 2007, elle interprète la voix de Wendy Darling dans l'adaptation pour Holiday on Ice nommée Peter Pan on Ice dans la salle bruxelloise de Forest National,. En 2008, elle interprète les rôles de la poupée de chiffon Made in Asia et de Poupon, dans la deuxième mouture du spectacle musical Le Soldat rose, de Louis Chedid et Pierre-Dominique Burgaud, mis en scène par Shirley et Dino.
En 2009, elle tient le rôle de Laura dans l'épisode L'enfant du désir de Diane, femme flic sur TF1. En mars 2011, Nancy Sinatra est l'une des animatrices de W9 qui danse et chante pendant la coupure pub pour l'arrivée de la série Glee sur la chaîne. Elle tourne également une publicité pour Head & Shoulders. En octobre 2013, la jeune femme figure sur Tango nostalgie, un duo inédit avec Frédéric François sur son album Amor Latino après avoir interprété ensemble le titre Volare sur le plateau du Télévie le 20 avril 2013,,. Elle participe en 2014 au clip La Science infuse, chanson du musicien namurois Zach Février,. Elle apparaît en 2015 dans le rôle de Marina Jardin, une journaliste dans la neuvième saison des Mystères de l'amour diffusée sur TMC. Elle joue également dans le pilote d'une série de science fiction Équation, qui aurait dû sortir en octobre 2020. Elle y tient le rôle principal de Madeleine,.
En 2020, Nancy Sinatra créé son activité autour du bien-être Un jour, une autre histoire… Elle se décline en podcasts, sur sa chaîne YouTube et sur son blog. Elle a sorti son premier livre de développement personnel en 2023. Vise l'accomplissement 360 ! Elle a lancé un rendez-vous hebdomadaire sur sa chaîne YouTube en mai 2024. EnQUÊTE de Sens

## Voix-off
- Voix chantée de l'habillage de Club RTL et  de son bloc Kid's Club (2006-août 2009)